# Rhachicreagra dierythra
Rhachicreagra dierythra är en insektsart som beskrevs av David M. Rowell 2000. Rhachicreagra dierythra ingår i släktet Rhachicreagra och familjen gräshoppor. Inga underarter finns listade i Catalogue of Life.